# Endométrio

Sistema reprodutor feminino e seus componentes.

O endométrio é uma camada que é responsável por revestir a parede uterina. A cada ciclo menstrual, um novo tecido endometrial é formado, isso é feito através de interações e respostas às ações hormonais. Se não houver concepção (fecundação) esse tecido é eliminado junto com a menstruação. O útero tem a função de receber e nutrir o feto durante toda a gravidez. Nos estágios iniciais da gestação, o endométrio tem papel indispensável nesse processo, a começar pela implantação embrionária, ou seja, para que o embrião consiga se fixar na parede uterina, é preciso que o tecido endometrial esteja preparado. O endométrio é formado por vasos sanguíneos e glândulas que são estimuladas pelos hormônios ovarianos, o estrogênio e a progesterona. Ao longo do ciclo feminino, sua espessura e vascularização passam por alterações.

## Epitélio Endometrial
O epitélio endometrial (EE) é uma monocamada de células cuboidais ( em forma de cubos) que cobre o interior do útero. Como barreira mucosa do trato reprodutivo, a EE deve fornecer proteção contínua contra patógenos que tenham acesso à cavidade uterina, ao mesmo tempo em que permite a implantação embrionária, um evento único e crucial para a continuação da espécie em mamíferos. A adesão inicial do embrião à membrana plasmática das células do EE é o pré-requisito para implantação e desenvolvimento placentário. EE é uma população celular especializada em células hormonais regulamentadas que deve sofrer alterações morfológicas e bioquímicas cíclicas para manter um ambiente adequado para o desenvolvimento embrionário pré-implantação. Atuando como modulador, traduz e controla o impacto do embrião no compartimento estromal e vascular, e converte hormonal em sinais embrionários.

## Angiogênese endometrial
O endométrio apresenta rápido crescimento cíclico e derramamento ao longo da vida reprodutiva da fêmea, proporcionando assim um excelente modelo para o estudo da angiogênese fisiológica normal. O interesse atual pela angiogênese segue a recente descoberta de uma série de promotores e inibidores de angiogênese altamente específicos, e alguns de seus receptores. A capacidade de manipular o processo angiogênico é de relevância imediata para uma ampla gama de aplicações clínicas. Talvez o mais alto perfil destes seja a inibição do crescimento sólido do tumor e metástases. Além disso, a capacidade de manipular o crescimento dos vasos sanguíneos é relevante para condições ginecológicas como endometriose, menorragia e câncer de ovário, e inúmeras outras situações clínicas, como cicatrização de feridas e isquemia, e uma ampla gama de patologias como psoríase, artrite reumatoide e retinopatia diabética.

## Regulação de estrogênio e progesterona
A regulação de estrogênio e progesterona da proliferação celular no endométrio em mamíferos e humanos, ocorre atuando no útero que sofre ondas de proliferação celular, diferenciação e remodelação em preparação para receber um blastocisto. Esses processos estão sob a regulação geral de hormônios esteroides sexuais ovarianos que atuam através de seus receptores de fator de transcrição. Nas espécies mais estudadas, ratos e camundongos, os animais adultos têm um ciclo estral que está sem uma verdadeira fase lútea e é, portanto, dominado pelo estradiol-17β (E2). Apenas quantidades muito pequenas de progesterona (P4) são sintetizadas antes da ovulação e grande parte do que é sintetizado é amplamente convertido para 20α-hidroxiprogesterona, um metabólito inativo. No entanto, o pequeno aumento nos níveis de P4 circulante é necessário para aumentar o feedback positivo do E2 no hipotálamo para causar o hormônio luteinizador (LH) que induz a ovulação, sincronizando a fertilização com a preparação uterina para implantação que, no camundongo, ocorre por volta de 4 ou 5 dias depois. Se ocorrer a cópula, o corpo lúteo é mantido e a síntese P4 continua, causando diferenciação do útero e uma mudança de sensibilidade à proliferação celular. A E2 estimula o epitélio para o estrônoma em preparação para implantação de blastocisto. Em comparação com espécies com ciclos estrais, primatas possuem uma fase luteal que segue a ovulação, p4 continua a ser sintetizado, e as células estrômicas começam a dividir. Se a gravidez não ocorrer, a gonadotropina coriônica não está disponível para manter a síntese de P4, e a uterina o revestimento é cortado durante a menstruação seguido de proliferação celular para repor a camada funcional perdida.

## Principais patologias

### Endometriose
A endometriose é uma desordem sistêmica que é caracterizada pela presença de tecido semelhante ao endométrio em locais ectópicos fora do útero, principalmente no peritônio pélvico e ovários. A endometriose afeta quase 1 em cada 7 mulheres em idade reprodutiva e muitas vezes resulta em uma vasta gama de problemas ginecológicos, incluindo dispareunia, dismenorreia, dor pélvica e infertilidade. Nos EUA, a endometriose é o terceiro transtorno ginecológico mais comum que requer internação, e uma das principais causas de histerectomia.
A endometriose é caracterizada pela presença de tecido endometrial, localizado fora da cavidade uterina, como superfície peritoneal, ovários e septo retovaginal. A prevalência gira em torno de 6 a 10%. Em relação à etiopatogenia, a teoria da menstruação retrógrada é aceita, porém alterações na biologia molecular do endométrio parecem ser fundamentais para o desenvolvimento dos focos ectópicos de endometriose. Mulheres com endometriose podem ser assintomáticas ou apresentar queixas de dismenorreia, dispareunia, dor pélvica crônica e/ou infertilidade. Embora o diagnóstico definitivo da endometriose necessite de uma intervenção cirúrgica, preferencialmente por videolaparoscopia, diversos achados nos exames físico, de imagem e laboratoriais já podem predizer, com alto grau de confiabilidade, que a paciente apresenta endometriose. Os tratamentos mais difundidos atualmente são a cirurgia, a terapia de supressão ovariana ou a associação de ambas. Tratamentos farmacológicos que não inibem a função ovariana estão em investigação.

### Endometrite
A endometrite crônica (EC) é uma doença que, apesar de ainda pouco investigada, tem sido associada a resultados reprodutivos desfavoráveis. Estudos têm mostrado que a EC pode prejudicar a receptividade endometrial, levando a falhas de implantação e perdas gestacionais recorrentes.
- doenças sexualmente transmissíveis (DSTs) — clamídia, gonorreia, entre outras;
- abortos, curetagem, partos e cesarianas;
- intervenções médicas com manipulação do útero, como histeroscopia, colocação de dispositivo intrauterino (DIU) etc.;
- diabetes, obesidade, doenças circulatórias e outras condições clínicas.

### Adenomiose
A adenomiose é condição uterina benigna, caracterizada pela proliferação miometrial de tecido endometrial glandular e estromal, associada a hiperplasia e hipertrofia do miométrio adjacente, podendo resultar em aumento do volume uterino. Os sinais e sintomas mais frequentes da adenomiose confundem-se com os de outras afecções ginecológicas comuns, o que dificulta a elaboração do diagnóstico diferencial. De fato, embora a adenomiose tenha sido descrita há mais de um século, acredita-se que o diagnóstico clínico ocorra em menos de um terço dos casos. Fluxos menstruais de volume e/ou duração aumentados são relatadas por 50% a 75% das portadoras de adenomiose, contudo, está presente em aproximadamente 10% dos relatos . Os sangramentos menstruais volumosos parecem estar positivamente relacionados à profundidade e ao número de focos adenomióticos distribuídos no miométrio, informação que pode ser importante para definição terapêutica, por ser a doença mais profunda supostamente menos responsiva a tratamentos conservadores. A dismenorreia também pode estar associada à profundidade e à densidade dos focos adenomióticos no miométrio.

### Pólipos endometriais
Os pólipos endometriais são lesões benignas, com baixo potencial de malignidade. No período reprodutivo seu diagnóstico é obtido nas pacientes sintomáticas, com sangramento uterino anormal ou infertilidade. Na pós-menopausa em sua maioria são assintomáticos, podendo estar associados a sangramento anormal em torno de um terço dos casos. São mais frequentes na pós-menopausa e os fatores de risco para câncer de endométrio não têm sido associados da mesma maneira, como de risco para pólipos endometriais, embora sejam hormônio-dependentes, como nas pacientes usuárias do tamoxifeno, por exemplo. Seu diagnóstico definitivo é realizado pelo exame histológico com amostra obtida de maneira mais eficiente por biópsia dirigida por meio da histeroscopia, assim como seu tratamento mais efetivo é a ressecção histeroscópica. Pólipos podem apresentar recorrência após tratamento. A polipectomia é altamente satisfatória na pós-menopausa, tem menor taxa de sucesso em mulheres sintomáticas no período reprodutivo e melhora as taxas de fertilidade em mulheres inférteis.

### Risco de câncer endometrial em mulheres geriátricas
A incidência de distúrbios endometrial pré-malignos e malignos aumenta durante o período pós-menopausa. O diagnóstico precoce de cânceres endometrial com comportamento agressivo que aumenta durante o período geriátrico pode permitir opções de tratamento mais simples e também diminuir o risco de morbidade associado ao tratamento. Embora o sangramento vaginal seja o sintoma mais comum, os pacientes podem apresentar sintomas diferentes, como leucorrea, sangramento pós-sexo, manchas, dor pélvica, ou ter um curso assintomático. A ultrassonografia transvaginal (TvUSG) é um método não invasivo aceitável com aplicabilidade clínica para avaliação endometrial, e mostra boa correlação com os resultados patológicos. No entanto, o valor de corte em relação à espessura endometrial na literatura ainda é controverso. A biópsia endometrial é o método padrão-ouro para distinguir o endométrio normal do endométrio patológico. Biópsia endometrial, dilatação e curetagem, e histeroscopia são os métodos de amostragem endometrial mais comuns. 